# Buddismo nelle Maldive

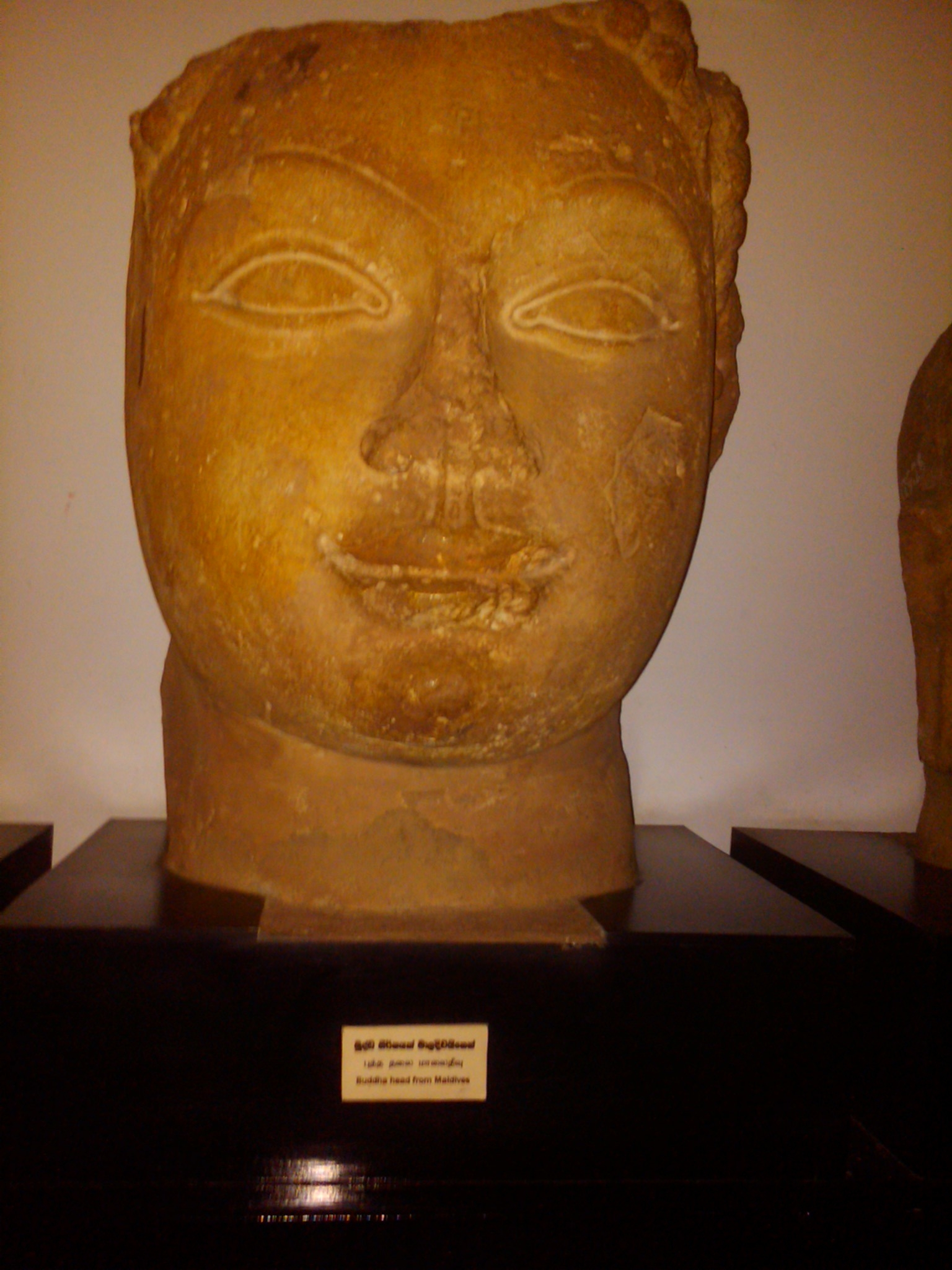
Statua buddhista proveniente dalle Maldive esposta al Museo nazionale dello Sri Lanka a Colombo

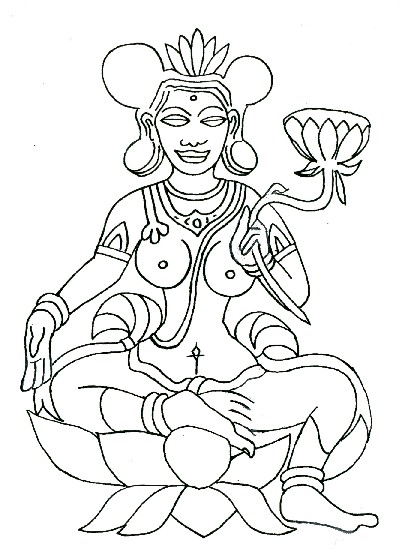
Disegno a inchiostro su carta di un'incisione di circa 30 cm di altezza su pietra corallina risalente al IX secolo raffigurante Tārā (un'importante divinità del buddismo Vajrayana) custodita al Museo nazionale di Male

Il buddismo fu la religione predominante nelle Maldive almeno fino al XII secolo, sebbene non sia noto in che modo sia stato introdotto nell'arcipelago.

## Archeologia
L'interesse occidentale riguardante i resti archeologici delle prime culture delle Maldive iniziò col lavoro di Harry Charles Purvis Bell, commissario britannico del Servizio civile di Ceylon. Egli fece naufragio sulle isole nel 1879 e vi tornò diverse volte per fare ricerche sulle antiche rovine buddhiste. Studiò antichi tumuli chiamati dagli abitanti locali havitta o ustubu (termini derivati rispettivamente da chaitya e stupa) che si trovano su molti degli atolli.
Sebbene Bell affermasse che gli antichi Maldiviani seguissero il buddismo theravada come i Singalesi del vicino Sri Lanka, i reperti archeologici conservati al museo di Male mostrano in realtà un'iconografia Mahāyāna e Vajrayāna.
Gli antichi re delle Maldive promossero il buddismo e sia i primi testi scritti che le prime opere d'arte maldiviane sotto forma di scultura e architettura molto sviluppate risalgono a quel periodo.  La conversione all'islam è menzionata negli antichi editti scritti su piastre di rame risalenti alla fine del XII secolo.

## Distruzione delle sculture buddhiste del 2012
Nel febbraio 2012 un gruppo di estremisti islamici fece irruzione nel Museo nazionale di Male e attaccò la collezione di sculture pre-islamiche, distruggendo o danneggiando gravemente quasi tutta la collezione di 35 sculture buddhiste risalenti ad un periodo compreso tra il VI e il XII secolo. Lo staff del museo ha dichiarato che poiché le sculture erano fatte di roccia corallina o calcare molto fragile sarebbe stato impossibile riparare la maggior parte di esse, e solo due o tre pezzi erano in condizione di essere restaurati.

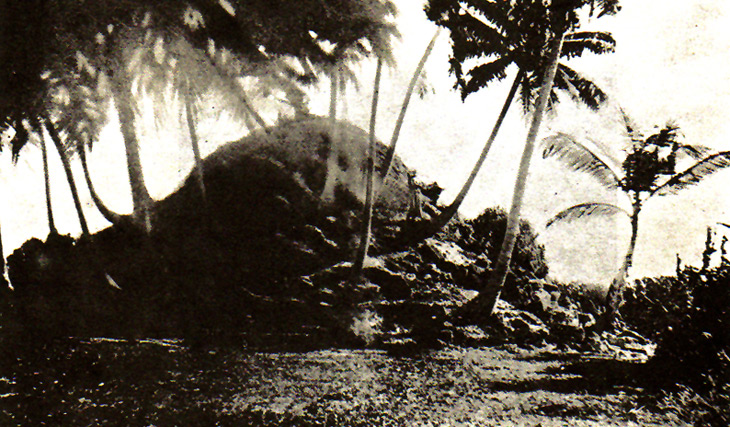
L'havitta di Fua Mulaku fotografato da H.C.P. Bell nel 1922